# Познанський оперний театр
Великий театр імені Станіслава Монюшка в Познані (пол. Teatr Wielki im. Stanisława Moniuszki w Poznaniu) — неокласичний оперний театр у місті Познані, Польща. Великий театр співпрацює з театрами в Баден-Бадені, Брюсселі, Гайльброні, Люксембурзі, Ксанті та Каркассоні.
Артисти театру постійно виступають на багатьох європейських сценах, беруть участь у міжнародних фестивалях — музичних, театральних, балетних, і повертаються з цих гастролей з багатьма мистецькими нагородами та призами.
Для вистав невеликих музичних форм в театрі існує камерна сцена. Для молодих людей і дітей створений фонд «Ранкова опера» (Jutropera), діяльність якого спрямована на молоду аудиторію і заохочення дітей і молодих людей спробувати свої сили на сцені.

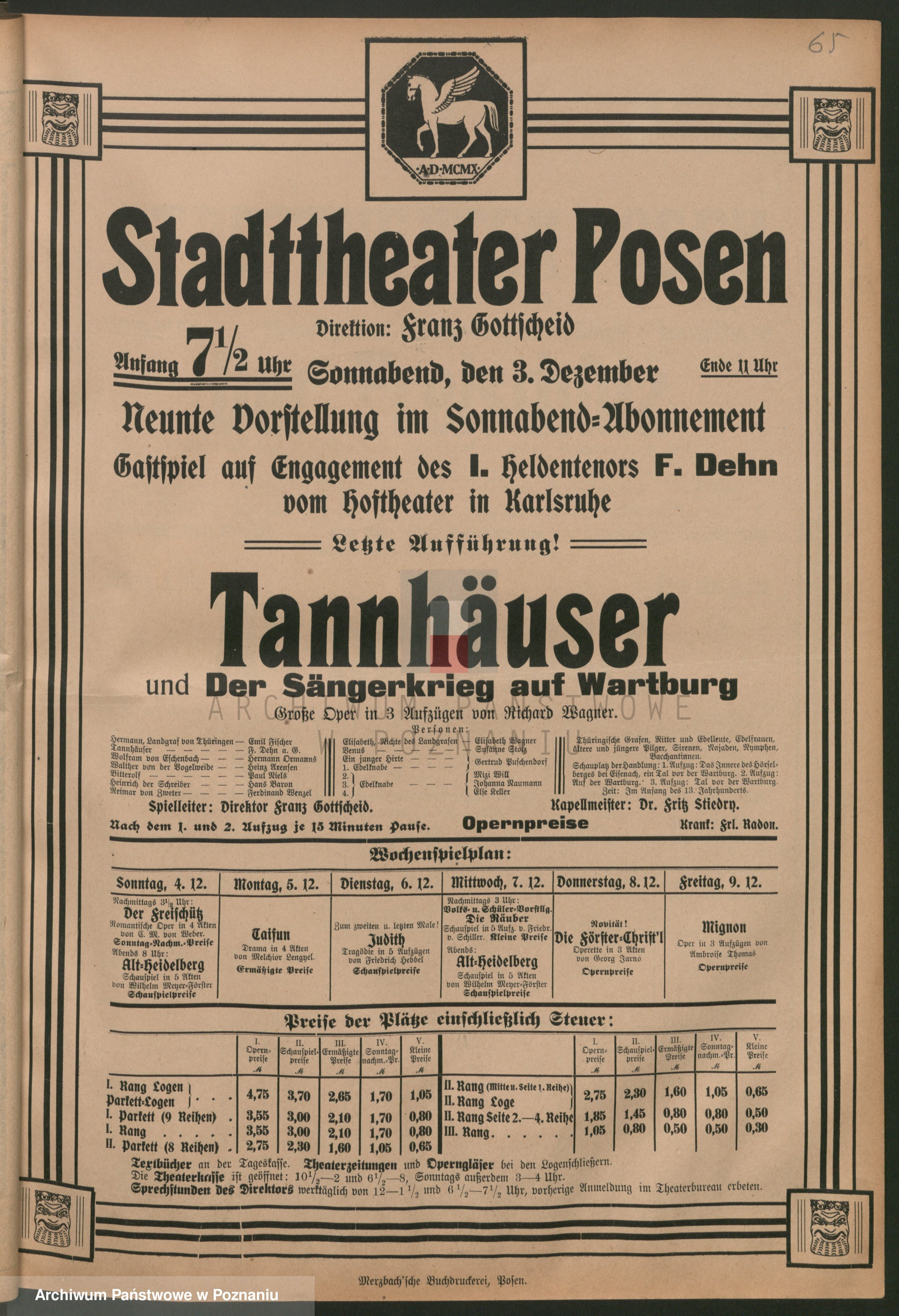
Афіша. 1910

## Історія
Театр був побудований у 1910 році за проєктом німецького архітектора Макса Літмана на місці розібраних у 1902 році міських фортифікацій — оборонного поясу, що оточував місто. Він був останньою будівлею нового пруського кварталу — Імператорської дільниці міста. У 1910—1919 роках театр в Познані діяв як Міський театр (Stadttheater Posen).
Відкриття відбулося 30 вересня оперою Вольфганга Амадея Моцарта «Чарівна флейта». Спочатку театр був музично-драматичним, а також на його сцені відбувалися симфонічні концерти. Він був подібним до театрів у Десау, Мюнхені, Лінці та Кенігсберзі.
Менше ніж через десять років, у 1919 році будівля перейшла в руки поляків і театр отримав назву «Великий театр міста Познані».
У 1949 році покровителем Познанського оперного театру став композитор Станіслав Монюшко.

## Архітектура

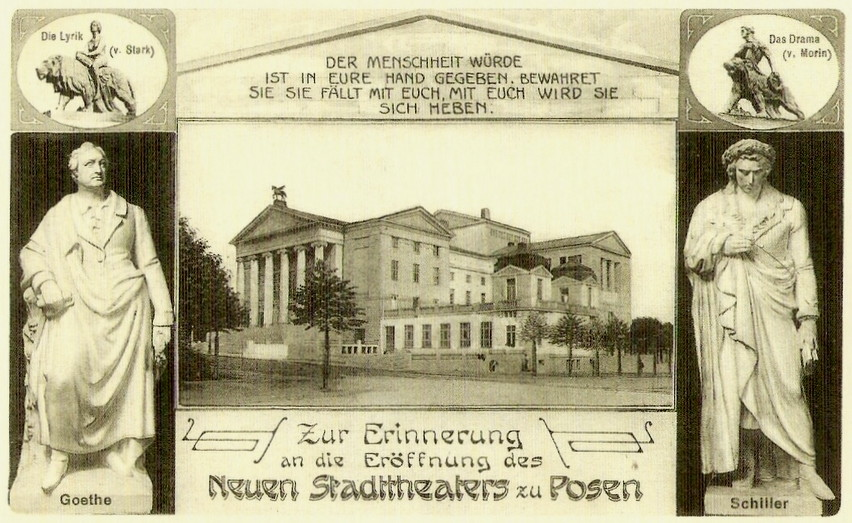
Поштова листівка із зображенням Міського театру. 1910

Фасад будівлі прикрашає величезний портик (ґанок), побудований за правилами неокласичної архітектури Стародавнього Риму. Монументальні сходи облямовані двома скульптурами: зліва, жінка верхи на леві символізує лірику; і справа, чоловік з пантерою символізує драму. Портик складається з шести колон іонійського ордеру, які підтримують трикутний фронтон увінчаний скульптурою Пегаса. Спочатку на фронтоні була цитата з поеми «Актори» (Die Künstler) Фрідріха фон Шиллера «Der Menschheit Würde ist in eure Hand gegeben. Bewahret sie! Sie fällt mit euch! Mit euch wird sie sich heben!», який був стертий польською владою в 1919 році. Напис можна побачити на потовій листівці 1910 року.
Зі східної сторони до театру примикає павільйон колишнього ресторану, а з заходу — окремий вхід для імператора.
У будівлі гарно оформлений вестибюль і фоє театру. Глядацька зала може вмістити 874 особи, має 3 балкони та 3 ложі.

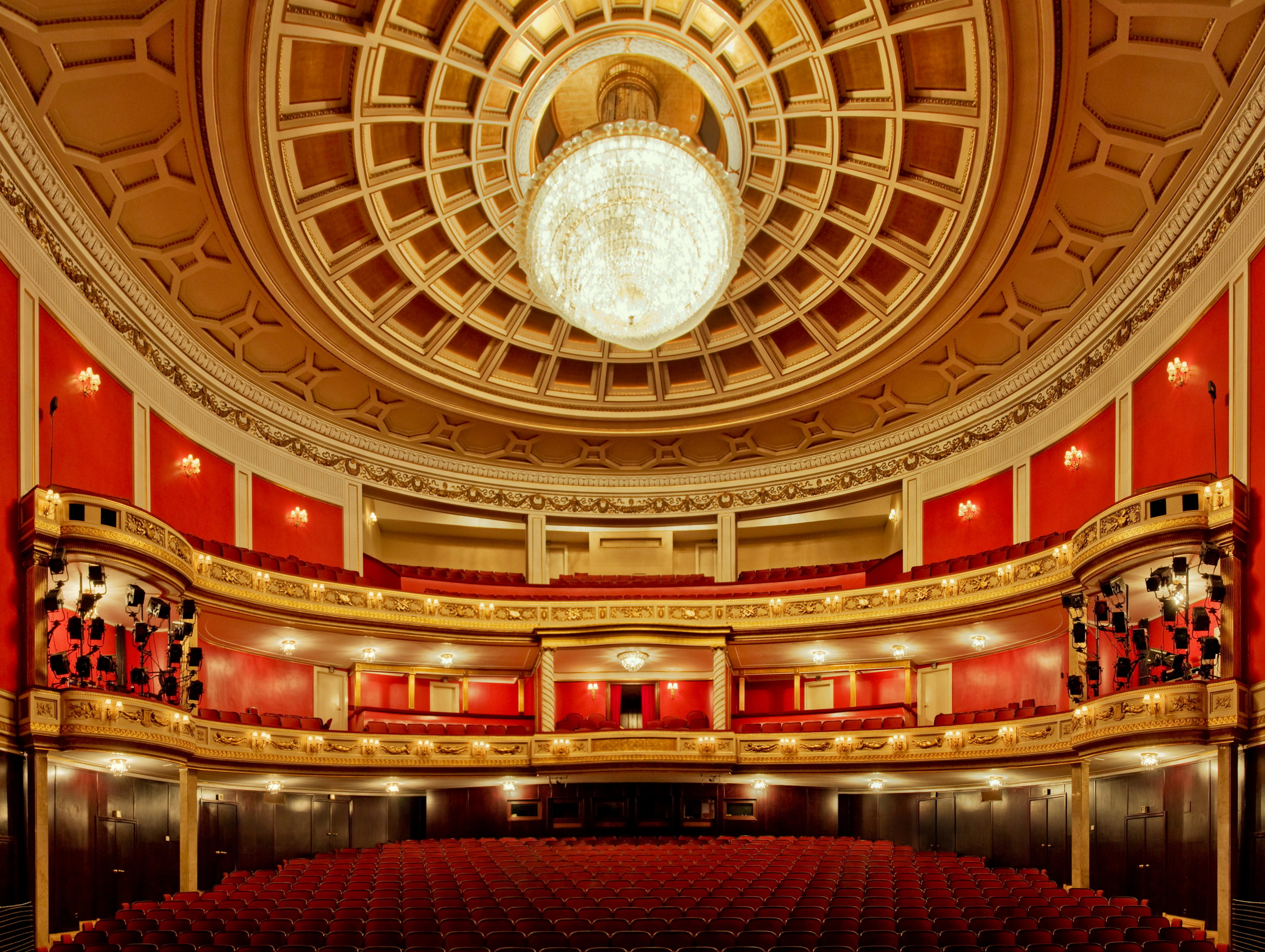
Глядацька зала. 2008

У театрі встановлене нове технічне устаткування:
- система внутрішнього зв'язку та система звукового попередження
- система голосових переговорів
- електрохвильовий зв'язок
- сітка цифрових годинників
- транспаранти «Тиша»
- система відео
- звукова сигналізація безпеки

## Сквер
Театр оточений досить великим сквером з широким газоном і старими деревами, який був створений одночасно з будівництвом театру. Однак під час Другої світової війни вирізали майже всю колекцію хвойних дерев. Війну пережили тільки тополі та клени ясенолисті. Фонтан перед оперою є невід'ємною частиною архітектурного дизайну початку двадцятого століття, а навколишній сквер сьогодні є одним з найулюбленіших літніх місць відпочинку жителів Познані.

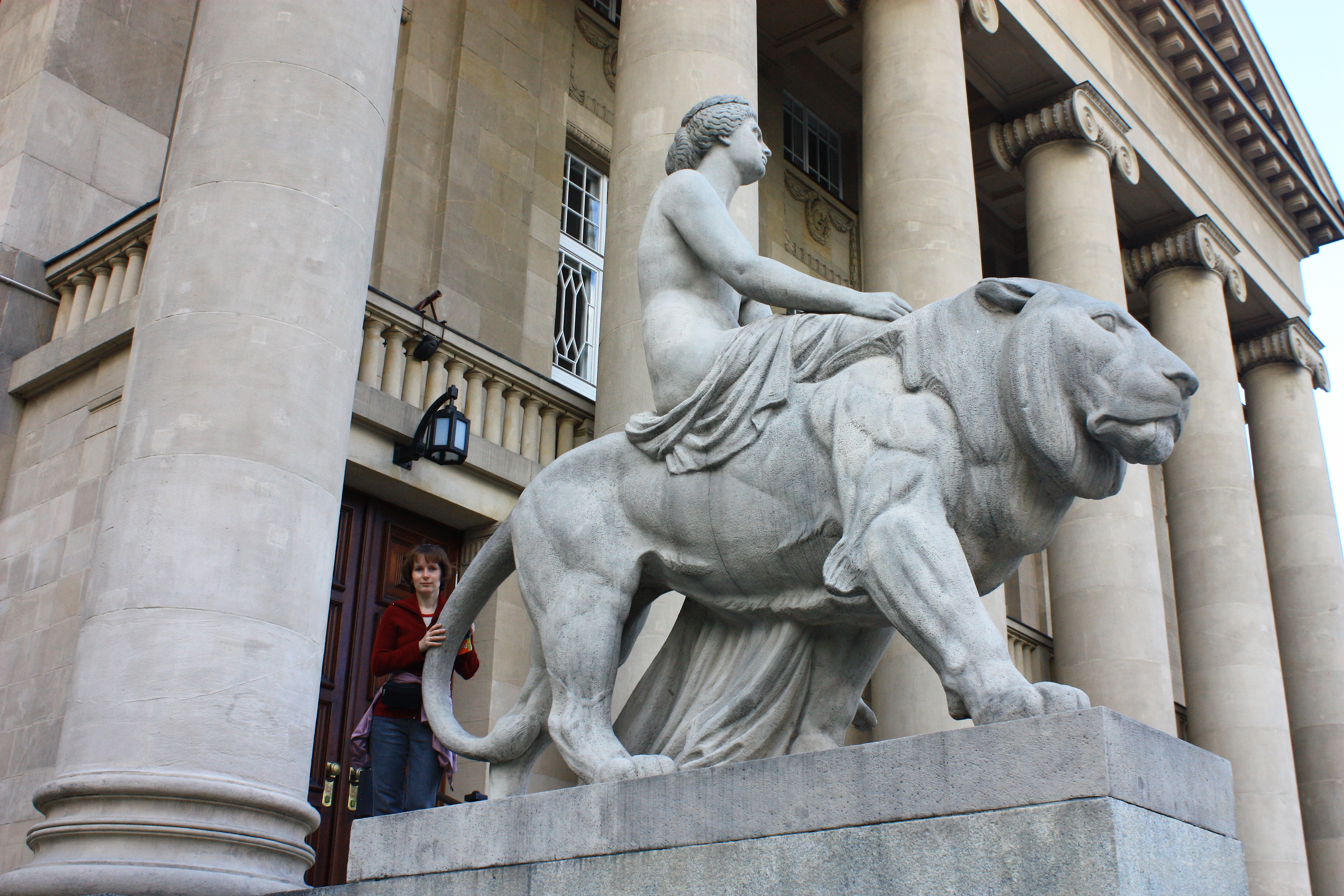
Жінка на леві. 1910
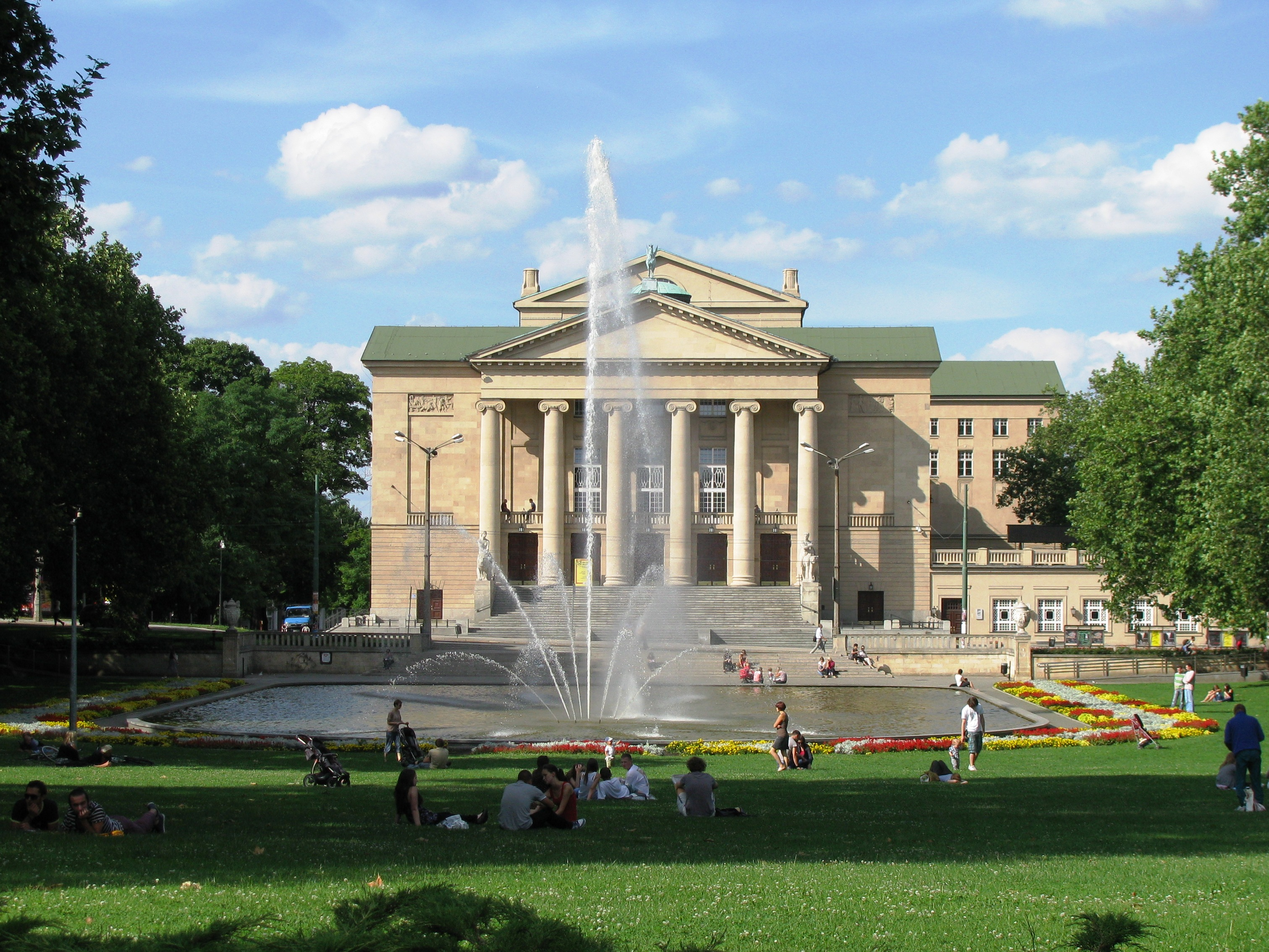
Фонтан перед театром. 2010
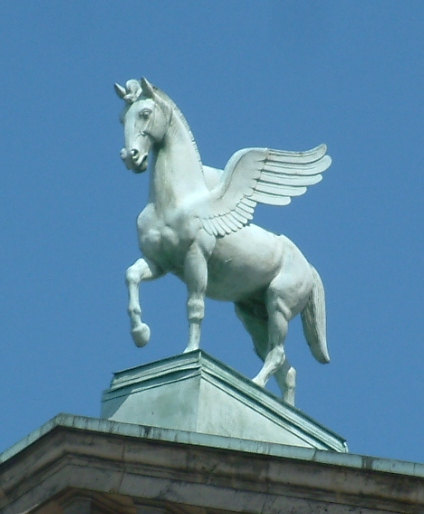
Скульптура Пегаса